# Mas de Maneguet
El Mas de Maneguet és una masia gòtica a mig camí de Monnars i el Catllar enmig d'un camp de golf al terme municipal de Tarragona protegida com a bé cultural d'interès local.
Mas gran amb diferents edificis. El principal té tres pisos. És de planta rectangular i està cobert a dues vessants amb teules amb cabirons de fusta. Té elements de pedra d'estil gòtic de molta qualitat.
De l'edifici original només es conserva l'alçada, ja que s'han modificat les plantes. Al voltant d'aquest es van construir un conjunt de noves dependències d'una sola planta així com una àmplia zona d'aparcament.
A la planta baixa de la façana meridional del mas es va afegir una galeria molt lluminosa amb uns grans finestrals. Als pisos superiors es van practicar tota una sèrie de noves obertures que han modificat l'aspecte original.
L'accés actual està en una de les façanes llargues i queda precedit per una terrassa tancada per una tanca d'obra. De la façana oposada destaca una gran fumera exempta més alta que el propi mas, lleugerament atalussada i que es va fent més prima a mesura que guanya alçada
Actualment és la seu d'una instal·lació esportiva i recreativa de golf.